# 湄潭县
湄潭县在中国贵州省北部、乌江中游，是遵义市下属的一个县。
位于东经107°15'-107°41'，北纬27°20'-28°12。面积1845平方公里，2012年人口50万。邮政编码564100，县政府驻湄江街道。
湄潭，是全国著名的农村改革试验区，是久负盛名的“茶城、酒乡、烟县、粮仓”。这里有生态茶园60万亩，是贵州第一茶县、全国茶叶百强县第二名；“湄潭翠芽”茶先后48次荣获国家级金奖，“遵义红”茶香醇华夏，在2015年第42届米兰世博会上，两个公共品牌均荣获“百年世博中国名茶金奖”。“湄窖酒”曾获莱比锡国际博览会金奖。湄潭是“中华”、“熊猫”牌香烟优质原料基地。“茅贡米”被誉为“中国第一米”，曾连续5届获国家十大优质稻米博览会金奖，2014年12月在中国稻米博览会上再获状元米、金奖大米称号。

## 行政区划
湄潭县下辖3个街道办事处、12个镇：
湄江街道、黄家坝街道、鱼泉街道、永兴镇、复兴镇、马山镇、高台镇、茅坪镇、兴隆镇、新南镇、石莲镇、抄乐镇、洗马镇、西河镇和天城镇。

## 交通
县城距遵义市区58公里、遵义机场35公里、省会贵阳188公里。 杭瑞高速、道安高速、 326国道、 243国道交汇于县城，是黔北东部地区重要的交通枢纽。

## 经济
2016年，全县地区生产总值实现90.11亿元，同比增长14.1%；500万元以上固定资产投资完成108亿元，同比增长21.6%；规模以上工业增加值完成24.17亿元，同比增长15.6%；社会消费品零售总额完成29.13亿元，同比增长13.3%；财政总收入完成9.76亿元，一般公共财政预算收入完成4.51亿元；城镇居民人均可支配收入达到27331元，同比增长8.4%，农村居民人均可支配收入达到11054元，同比增长9.3%；全县金融机构存款余额153.2亿元，同比增长11.9%，贷款余额完成109.74亿元，同比增长20.4%；小康社会实现程度达95%。